# Saleh El-Wahsh
Mohamed Abdou Saleh El-Wahsh (ar. محمد عبده صالح الوحش; ur. 9 maja 1929 w Kairze – zm. 21 maja 2008) – egipski piłkarz, a następnie trener piłkarski. Był selekcjonerem reprezentacji Kuwejtu i reprezentacji Egiptu.

## Kariera klubowa
Całą swoją karierę piłkarską El-Wahsh spędził w klubie Al-Ahly Kair, w którym zadebiutował w 1944 roku. Grał w nim do 1959 roku. Wraz z Al-Ahly dziwięciokrotnie został mistrzem Egiptu w sezonach 1948/1949, 1949/1950, 1950/1951, 1952/1953, 1953/1954, 1955/1956, 1956/1957, 1957/1958 i 1958/1959 oraz zdobył dziewięć Pucharów Egiptu w sezonach 1944/1945, 1945/1946, 1946/1947, 1948/1949, 1949/1950, 1950/1951, 1952/1953, 1955/1956 i 1957/1958.

## Kariera trenerska
Po zakończeniu kariery piłkarskiej El-Wahsh został trenerem. W latach 1959–1963 prowadził Al-Ahly Kair. Doprowadził go do dwukrotnego wywalczenia mistrzostwa Egiptu w sezonach 1960/1961 i 1961/1962 oraz zdobycia Pucharu Egiptu w sezonie 1960/1961.
W latach 1963–1966 El-Wahsh pełnił funkcję selekcjonera reprezentacji Kuwejtu. W latach 1967–1969 ponownie prowadził Al-Ahly. W latach 1969–1970 i 1982-1985 pracował jako selekcjoner reprezentacji Egiptu. W 1970 roku zajął z nim 3. miejsce w Pucharze Narodów Afryki 1970, a w 1984 roku - 4. miejsce w Pucharze Narodów Afryki 1984.